# Philesia magellanica
A Philesia magellanica az egyszikűek (Liliopsida) osztályának liliomvirágúak (Liliales) rendjébe, ezen belül a Philesiaceae családjába tartozó faj.
Nemzetségének az egyetlen faja.

## Előfordulása
A Philesia magellanica eredeti előfordulási területe Dél-Amerika. Chile és Argentína déli részein őshonos.

## Megjelenése
A virága rózsaszín vagy lilás árnyalatú; nagy, kilógó sárga bibékkel; néha ezeknél sötétebb színváltozatokat is észrevettek a botanikusok.

## Képek

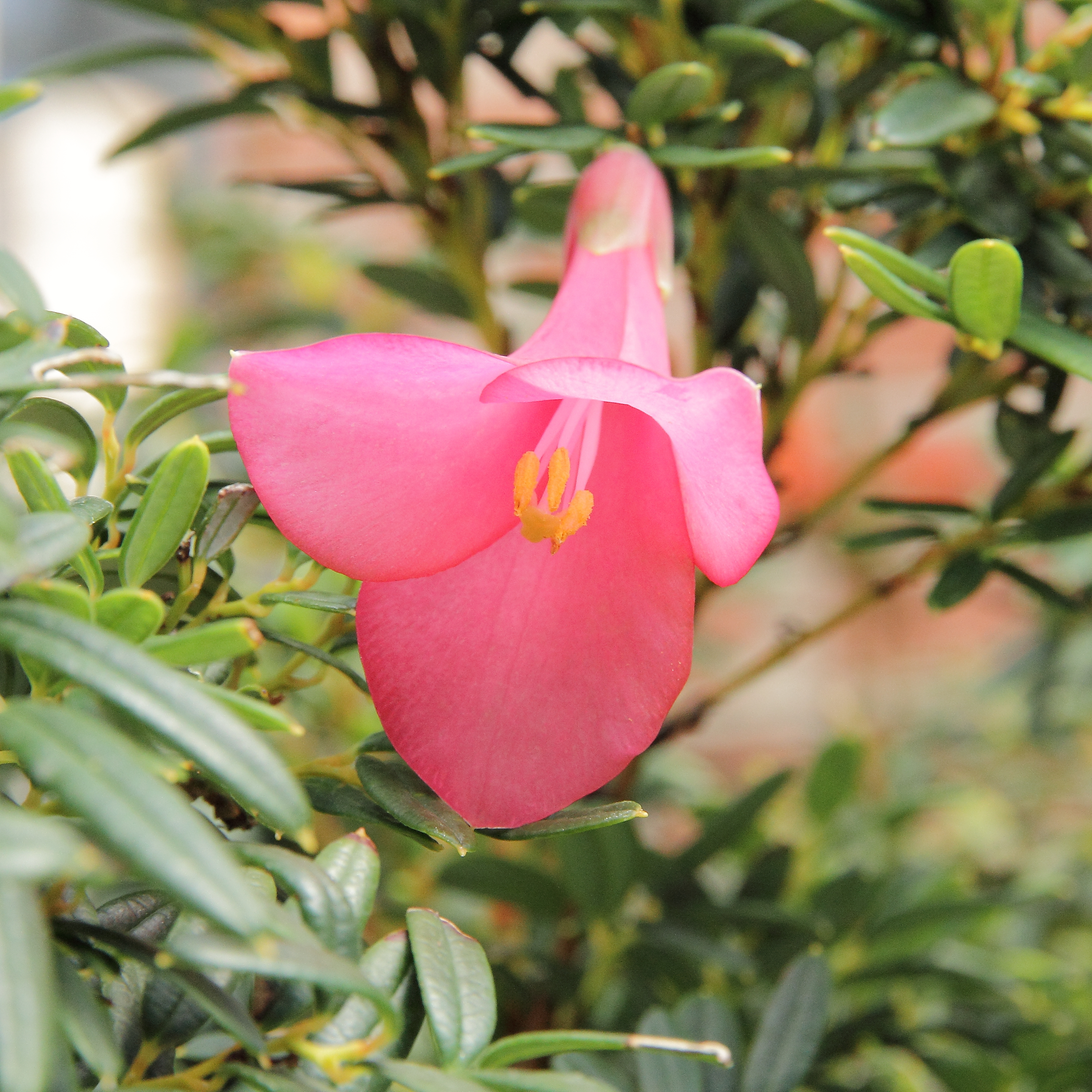
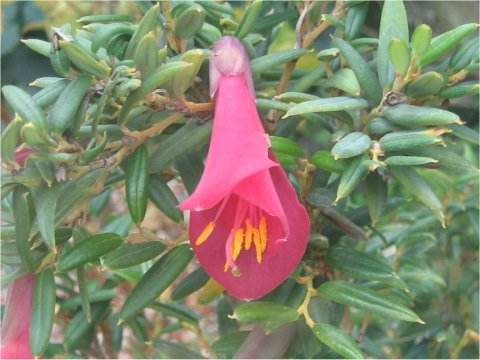
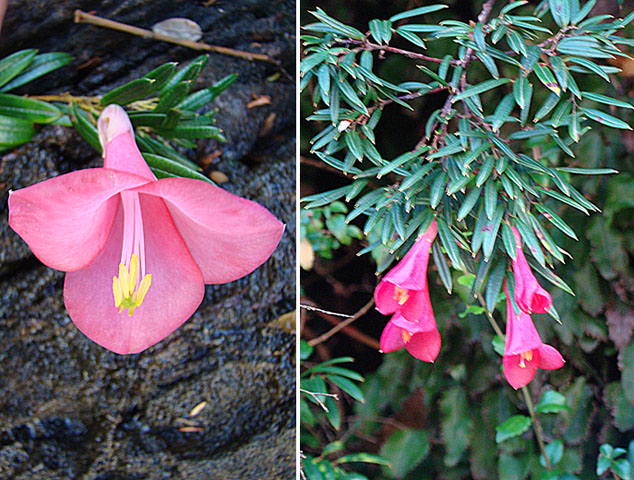

## Fordítás
- Ez a szócikk részben vagy egészben  a   Philesia című angol Wikipédia-szócikk ezen változatának fordításán alapul.  Az eredeti cikk szerkesztőit annak laptörténete sorolja fel. Ez a jelzés csupán a megfogalmazás eredetét és a szerzői jogokat jelzi, nem szolgál a cikkben szereplő információk forrásmegjelöléseként.